# Sjeverni Kyūshū
Regija Sjeverni Kyūshū (jap.:北部 九州) je podregija na otoku Kyūshūu.
Ova regija obuhvaća prefekture: Fukuoku, Sagu, Nagasaki, Kumamoto i Ōitu.
Sjeverni dio Kyushua bio je prvi, kojeg su kolonizirali Kinezi i Korejci.
Prije 1963., regija se zvala Kitakyūshū. Kada je nastao istoimeni grad Kitakūshū, promijenila je ime, da ne bude zabune. To je najviše urbanizirani i industrijalizirani dio regije Kyūshūa. Iako prefektura Yamaguchi nije dio regije Sjevernog Kyūshūa, ponekad ju se smatra njenim dijelom
Regija je dio pojasa Taiheiyōa japanskog megalopolisa.